# Centella erecta
Centella erecta är en flockblommig växtart som först beskrevs av Carl von Linné d.y., och fick sitt nu gällande namn av Merritt Lyndon Fernald. Centella erecta ingår i släktet centellor, och familjen flockblommiga växter. Inga underarter finns listade i Catalogue of Life.